# Giovanni Mauro (Schiedsrichter)

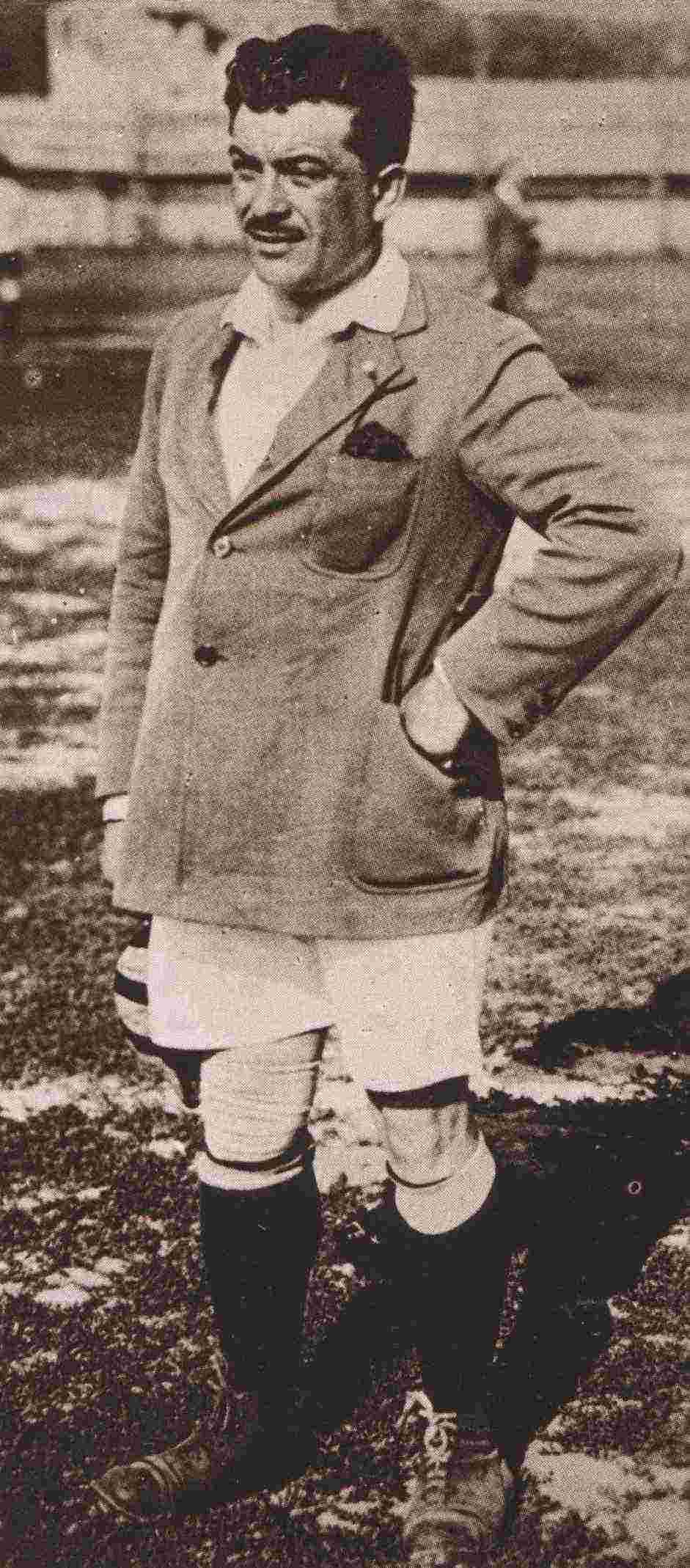
Giovanni Mauro (1913)

Giovanni Antonio Giuseppe Mauro (* 21. Juli 1888 in Domodossola; † 12. Mai 1958 in Mailand) war ein italienischer Fußballschiedsrichter und ‑funktionär.

## Leben
Giovanni Mauro war ein jüngerer Bruder des Sportfunktionärs Francesco Mauro. Er spielte von 1904 bis 1911 in der Jugendmannschaft in Mailand kurz vor der Trennung in die Vereine Inter Mailand und AC Mailand. Er studierte Jus an der Universität Pavia und war 1907 unter den Gründern eines Vorläufers der AC Pavia. Mauro wirkte bis 1928 als Fußballschiedsrichter und gehörte 1911 zu den Gründern der Associazione Italiana Arbitri (AIA). Ab 1911 war er hauptberuflicher Fußballfunktionär in der Lombardei und in der Folgezeit Mitgestalter des italienischen Ligasystems. Am 7. Juni 1925 leitete er das Endspiel der Lega Nord zwischen dem CFC Genua und dem FC Bologna im Rahmen der Italienischen Fußballmeisterschaft 1924/25.
Mauro leitete insgesamt 23 internationale Partien, darunter das Spiel Schweiz gegen Deutschland 1923 in Basel. 1920 war er als Fußballschiedsrichter bei den Olympischen Sommerspielen in Antwerpen eingesetzt und leitete mit dem Spiel Spanien gegen die Schweden ein Spiel im Turnier um Platz 2 und 3, das im Stadion Broodstraat 2:1 für Spanien endete. 1926 war er Schiedsrichter im [[Groupama Aréna<Üllői út]] in Budapest beim Länderspiel Ungarn gegen Tschechoslowakei. Bei den Olympischen Sommerspielen 1928 in Amsterdam leitete er das Viertelfinale Portugal gegen Ägypten, das die Nordafrikaner im Olympiastadion mit 2:1 gewannen.
Auch in der Zeit des italienischen Faschismus ab 1922 leitete er bis 1927 die Schiedsrichtervereinigung. Mauro hat angeblich die Vereinigung von politischen Einflussnahmen freigehalten. Mauro war von 1923 bis 1924 und nach dem italienischen Faschismus von 1944 bis 1946 Präsident der Federazione Italiana Giuoco Calcio.
Nach ihm ist der seit 1935 ausgelobte nationale Schiedsrichterpreis Premio Giovanni Mauro benannt. 